# Mike Coughlan
Mike Coughlan (Ealing, 17 de fevereiro de 1959) é um engenheiro e projetista britânico. Ele foi projetista chefe da equipe McLaren de Fórmula 1 de 2002 a 2007, onde foi suspenso devido ao seu envolvimento no escândalo de espionagem entre McLaren e Ferrari, antes de seu contrato ser posteriormente encerrado. Ele também foi diretor técnico da Williams de junho de 2011 a julho de 2013.

## Carreira
Coughlan estudou engenharia mecânica na Universidade de Brunel, graduando-se em 1981. Ele primeiro projetou carros para Tiga Race Cars, que competiu em categorias juniores, até 1984, quando ele se juntou à equipe Lotus de Fórmula 1. À medida que o orçamento da equipe diminuíra, ela foi reorganizada no final de 1990, e Coughlan se mudou para a empresa de design de John Barnard, que prestava serviços para a Benetton, Ferrari e Arrows. Barnard deixou a Arrows durante a temporada de 1998, mas Coughlan permaneceu e, assumiu o cargo de diretor técnico no ano seguinte. Quando a Arrows entrou em colapso em 2002, ele foi convidado a se juntar à McLaren.
O carro A23, desenvolvido em 2002 por Coughlan para a Arrows antes da equipe colapsar, transformou-se no carro SA05 da equipe Super Aguri quatro anos depois.
Em 3 de julho de 2007, Coughlan foi suspenso pela McLaren após as alegações de espionagem contra a Ferrari.
Coughlan trabalhou para a Stefan Grand Prix no final de 2009, quando a equipe sérvia estava tentando ganhar uma entrada para competir na Fórmula 1 na temporada de 2010.
Coughlan foi contratado pela equipe Michael Waltrip Racing como seu diretor de design de veículos, onde foi responsável por supervisionar todos os projetos, produção, engenharia e programas de controle de qualidade. Ele deixou a equipe antes do fim de seu contrato para juntar-se equipe Williams de Fórmula 1.
Em 3 de maio de 2011, foi anunciado que Coughlan foi contratado pela equipe Williams como seu engenheiro chefe, em parte substituindo o então diretor técnico Sam Michael e o chefe de aerodinâmica Jon Tomlinson. Após o sucesso relativo de 2012, a Williams enfrentou um começo difícil na temporada de 2013, o que resultou na demissão do seu diretor técnico, Mike Coughlan, em julho. Ele foi substituído na equipe por Pat Symonds.
Em 9 de novembro de 2013 foi anunciado que a equipe Richard Childress Racing contratou Mike Coughlan como novo diretor técnico, com efeito imediato. Coughlan foi liberado pela Richard Childress Racing em abril de 2017.